# Saison 2 de Julie Lescaut
Chronologie
Saison 1 Saison 3

Cet article présente les trois épisodes de la série télévisée Julie Lescaut.

## Distribution principale
- Véronique Genest : Commissaire Julie Lescaut
- Jérôme Anger : Inspecteur Jean-Marie Trémois
- Mouss Diouf : Inspecteur Justin N'Guma
- Alexis Desseaux : Inspecteur Vincent Motta
- Jennifer Lauret : Sarah, la fille ainée de Julie Lescaut
- Joséphine Serre : Babou, la fille cadette de Julie Lescaut

## Liste des épisodes

### Épisode 1:Police des viols
- Marianne Denicourt : Isabelle Jumeau
- Blanchette Brunoy : Pegaud

### Épisode 2:Harcèlements
- François Berléand : Béchard
- Christian Pereira : L'Harpeur
- Olivier Loustau : Mandelieu
- Erick Deshors : Didier
- Lara Guirao : Aline

### Épisode 3:Trafics
- Jeanne Balibar : Marika
- Jean-Marie Winling : Balat
- Stéphanie Tchou-Cotta : Szousza
- Jean-Paul Rouve : Agent Leveil
- Miglen Mirtchev